# Arcangelo Ghisleri
Arcangelo Ghisleri (Persico, 5 settembre 1855 – Bergamo, 19 agosto 1938) è stato un geografo, filosofo, politico, giornalista e docente italiano.

## Biografia
Ebbe i natali nel comune di Persico, più precisamente nella Cascina Sant'Alberto nei pressi di Persichello.

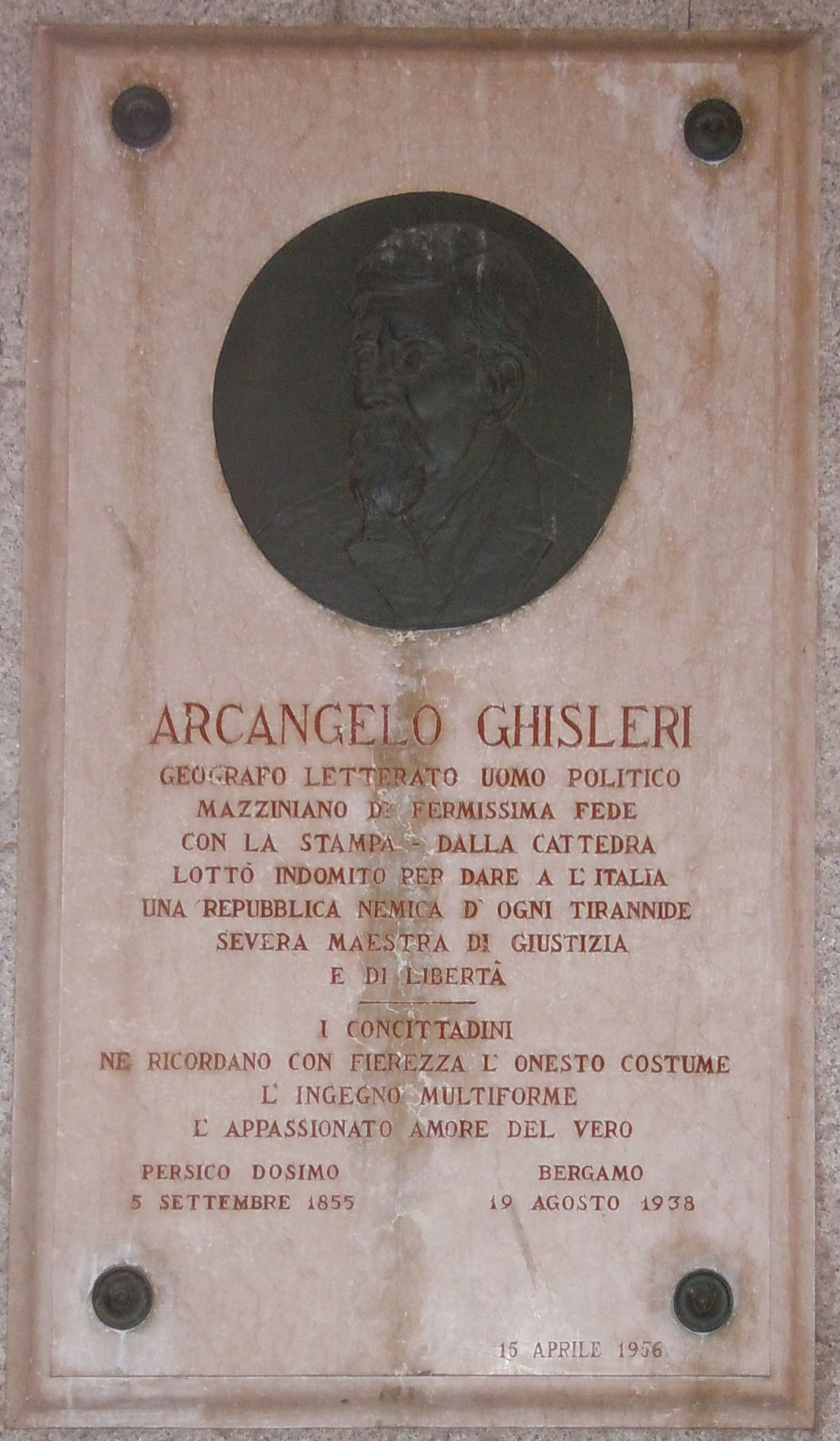
Cremona, lapide ad Arcangelo Ghisleri

Nel 1867 fondò a Cremona la Società dei Liberi Pensatori, che nel 1875 confluì nell'Associazione Nazionale del Libero Pensiero "Giordano Bruno", di chiare simpatie democratiche e repubblicane, nel 1878 fu iniziato in Massoneria, l'anno seguente entrò nella Loggia "Pontida" di Bergamo e nel 1906 fu affiliato alla Loggia "Carlo Cattaneo" di Milano.
Nel 1887 Ghisleri diede alle stampe una nuova rivista mensile, Cuore e critica, rivolta all'educazione civile e agli studi sociali ed espressione di un'avanguardia intellettuale impegnata nella costruzione di una coscienza repubblicana e progressista.
Della rivista era redattore Filippo Turati e collaboratori, tra gli altri, Giovanni Bovio, Leonida Bissolati, Andrea Costa, Napoleone Colajanni, Mario Rapisardi, Gabriele Rosa, E. Praga, Camillo Prampolini e T. Galimberti. Sorta a Savona, nell'ottobre 1888 la redazione della rivista si trasferì a Bergamo, in coincidenza con il trasferimento del Ghisleri al liceo Sarpi di quella città. Nel 1890 Ghisleri lasciò prima la redazione e poi la direzione a Turati, che trasformò il nome della testata in Critica sociale, trasformandola in una rivista di chiara ispirazione socialista.
Dopo l'abbandono di Cuore e critica si dedicò con assiduità agli studi di geografia e di cartografia, che aveva cominciato a coltivare quando insegnava a Matera. Allora si era sentito mortificato nel constatare che nelle scuole italiane venivano adottati atlanti stranieri, assai carenti nel trattare la geografia storica dell'Italia. Dopo aver pubblicato il Piccolo manuale di geografia storica (Bergamo 1889) volle perciò cimentarsi in un'impresa che non era mai stata tentata: la realizzazione di un testo-atlante che desse il dovuto rilievo all'evoluzione storico-geografica dell'Italia. Al progetto fu interessato lo stabilimento "Fratelli Cattaneo di Bergamo" che, grazie al successo delle iniziative editoriali promosse da Ghisleri, si trasformò in Istituto italiano d'arti grafiche e s'impose nel settore della cartografia.
Ghisleri concepì il suo atlante in modo da offrire per una stessa regione molteplici carte e cartine con le denominazioni e le divisioni topografiche proprie di ogni epoca. L'apparizione nel 1892 dell'atlante fu salutata dalle lodi di esperti e studiosi, ma suscitò anche riserve di parte del mondo accademico, che rimproverava al Ghisleri superficialità e la commistione tra la geografia fisica e la storia dei popoli, delle civiltà, delle esplorazioni, dei commerci. Commistione del resto ricercata dal Ghisleri che, in polemica con il tradizionale approccio alla geografia e senza sentirsi condizionato dai limiti angusti dei programmi scolastici di allora, perseguiva metodi nuovi nello studio e nell'insegnamento della materia. Esiste un carteggio tra Ghisleri e Cesare Battisti (a sua volta geografo) .
Realizzò inoltre numerose cartografie del continente africano.
Nel triennio 1898-1901 tenne la cattedra di filosofia e storia nel Liceo di Lugano. Giornalista, fu direttore di «La geografia per tutti» (1891-1895) e «Le comunicazioni di un collega» (1894-1911).
Di idee mazziniane, recepite soprattutto nella versione che ne proponeva Aurelio Saffi, in campo politico fu vicino ai movimenti rivoluzionari e nel 1895 collaborò con Giuseppe Gaudenzi alla fondazione del Partito Repubblicano Italiano. Tuttavia Ghisleri non fu un ideologo sistematico: una sistematizzazione del suo pensiero è soprattutto opera di Giovanni Conti.
Diresse la rivista Preludio di stampo filosofico positivista e progressista. Nel 1901 diresse per alcuni mesi il quotidiano L'Italia del popolo.
Nel 1903, al VII Congresso del Partito Repubblicano, tenuto a Forlì, intervenne con una relazione su La questione meridionale e la sua logica soluzione.
Morì a Bergamo nel 1938.
L'archivio di Ghisleri fu ritrovato da Pier Carlo Masini ed è depositato presso la Domus Mazziniana di Pisa.

## Opere
- La Scapigliatura democratica: carteggi di Arcangelo Ghisleri, 1875-1890, a cura di Pier Carlo Masini, - Milano, 1961
- Democrazia come civiltà. Il carteggio Ghisleri-Conti 1905-1929, a cura di Antonluigi Aiazzi, Libreria Politica Moderna, Firenze, 1977
- Tripolitania e Cirenaica dai più remoti tempi sino al presente, Emporium, novembre 1911
- Tripolitania e Cirenaica, dal Mediterraneo al Sahara, monografia storico-geografica, Società Editoriale Italiana, Istituto Italiano d'Arti Grafiche, Bergamo 1912
- Le meraviglie del globo esplorato e le zone non ancora conosciute - Letture geografiche - Società Editoriale Italiana, Milano 1914
- Bagdad e la Mesopotamia nel passato e nell'avvenire, Emporium, giugno 1917
- Cesare Lombroso nella vita intima, Emporium, luglio 1917
- L'ultima colonia africana della Germania, Emporium, novembre 1916
- Testo dell'Atlante scolastico di Geografia moderna astronomica-fisica-antropologica,Istituto Italiano d'Arti Grafiche, Bergamo 1898 (a cura dei professori Magg. G.Roggero, G.Ricchieri, A.Ghisleri)
- Aurelio Saffi. La vita, gli studi, l'apostolato, Libreria politica moderna, Roma 1922
- La questione meridionale nella soluzione del problema italiano, Libreria politica moderna, Roma, 1944.
- Testo-atlante di geografia storica generale e d'Italia in particolare, espressamente compilato per le scuole italiane conforme ai loro programmi- I Mondo Antico; II Storia Romana; Fratelli Cattaneo e poi Istituto di Arti Grafiche, Bergamo, 1889; Medio Evo, 1890; Evo Moderno e contemporaneo
- Atlante d'Africa, Istituto Italiano d'Arti Grafiche, Bergamo, 1909